# George Schaefer
George Louis Schaefer (* 16. Dezember 1920 in Wallingford, Connecticut; † 10. September 1997 in Los Angeles, Kalifornien) war ein US-amerikanischer Filmregisseur, Filmproduzent und Drehbuchautor. Auch war er als Theaterregisseur erfolgreich.

## Leben
George Schaefer wuchs in Oak Park im US-Bundesstaat Illinois auf und studierte Theaterregie an der Yale University. Als junger Mann kämpfte er als Soldat im Pazifikkrieg und inszenierte für die Frontsoldaten Bühnenstücke aller Art.
Nach seiner Entlassung aus der United States Army zog er nach New York City, wo er im Dezember 1945 die Regie des Theaterstücks Hamlet am Broadway übernahm. In den kommenden Jahren inszenierte Schaefer eine Reihe von Stücken, darunter zwischen Januar und Februar 1951 Richard II. von William Shakespeare. Sein wohl erfolgreichstes Theaterstück war The Teahouse of the August Moon von Vern Sneider, das zwischen Oktober 1953 und März 1956 insgesamt 1027-mal zur Aufführung gebracht wurde. Für dieses Stück wurde Schaefer 1954 zusammen mit Maurice Evans mit dem Tony Award ausgezeichnet. Sein letztes Bühnenstück war The Last of Mrs. Lincoln, welches von Schaefer im Dezember 1973 produziert wurde.
George Schaefer galt in den 1950er Jahren auch als innovativer Fernsehproduzent, der ein eigenes Bühnenensemble zusammenstellte, und der Theaterstücke, darunter Richard II. oder das Bibelmotiv Give Us Barabbas als Livebühnenshows direkt ins US-amerikanische Wohnzimmer lieferte. Für seine Inszenierung von Macbeth gewann er nicht nur im Jahr 1961 den Emmy Award, sondern auch den Goldenen Löwen bei den Internationalen Filmfestspielen Berlin.
Erst ab Beginn der 1980er Jahre begann Schaefer auch Spielfilme zu inszenieren; einer seiner bekannteren war das Weltkriegsdrama Der Bunker aus dem Jahr 1981.
George Schaefer wurde 1979 zum Präsidenten der Directors Guild of America (DGA) gewählt, der Gewerkschaft der Regisseure Hollywoods. Er hatte das Amt bis 1981 inne. Unter US-Präsident Ronald Reagan saß er von 1982 bis 1988 im National Council on the Arts. Zuletzt wurde er zum Dekan der UCLA School of Theater, Film and Television gewählt, ein Amt, das Schaefer von 1985 bis 1991 bekleidete.
George Schaefer war ab 1954 mit Mildred Trares verheiratet. Das Paar, das bis zu Schaefers Tod verheiratet war, hatte zeitlebens keine Kinder.
Er starb im Alter von 76 Jahren.

## Filmografie (Auswahl)
- 1955: Alice in Wonderland
- 1960: Shangri-La (Musical)
- 1961: Give Us Barabbas!
- 1977: Unsere kleine Stadt (Our Town)
- 1978: Ein Feind des Volkes (An Enemy of the People)
- 1981: Der Bunker (The Bunker)
- 1981: Der Jean-Harris-Prozeß (The People vs. Jean Harris)
- 1983: Am Ende des Weges (Right of Way)
- 1988: Mein Freund Harvey (Harvey)

## Auszeichnungen
George Schaefer wurde 15-mal mit dem DGA Award ausgezeichnet, viermal konnte er den Preis entgegennehmen. Auch wurde er 22-mal für den Emmy nominiert; allein im Jahr 1966 viermal. Mit fünf dieser „Fernsehoscars“ wurde er dekoriert.